# Stanley Stanczyk
Stanley Anthony „Stan” Stanczyk (Armstrong, Wisconsin, 1925. május 10.  –  Miami, Florida, 1997. július 3.) olimpiai és világbajnok amerikai súlyemelő.